# Attomica
Attomica – thrashmetalowy brazylijski zespół muzyczny założony w Săo Paulo w 1985 roku.

## Muzycy
- Argos Danckas – perkusja (2014-)
- Marcelo Sousa – gitara (2014-)
- André Rod – gitara basowa, wokal (1985-)

## Byli członkowie zespołu
- Mário Sanefuji perkusja (1985-1992, 2003-2009)
- João Paulo Francis gitara (1985-1992, 2003-2014)
- Pyda Rod gitara (1985-1989)
- Laerte  Perr wokal (1985-87)
- Fábio Moreira wokal (1987-1992)
- João Márcio Francis gitara (1989-1992, 2003-2004)
- Luiz Amadeus gitara (2008-2012)
- Vittor Fryggy perkusja (2009-2014)
- Jonas Kaggio  gitara (2012-2014)
- Alex Rangel wokal (2012-2014)
- Thiago Donizeth gitara (2014-2016)

## Dyskografia
- Attomica (1987)
- Limits Of Insanity (1989) – Cogumelo Records
- Disturbing The Noise (1991) – Cogumelo Records
- Back And Alive (Live, 2004) – Hellion Records
- 4 (2012) – Oversonic Music
- The Trick (2018) – Marquee Records